# Logor Gornja Rijeka
Sabirni logor Gornja Rijeka, službeno Dječji dom za izbjegličku djecu, bio je sabirni logor u Nezavisnoj Državi Hrvatskoj. Logor se nalazio u Gornjoj Rijeci kod Križevaca. Osnovan je 1942. godine kao logor za djecu do 16 godina, posebno za srpsku, ali i židovsku djecu.

## Povijest
Dana 25. studneog 1941. godine izdan je zakon po nalogu Ante Pavelića i Mirka Puka o upućivanju „nepodobnih i opasnih lica” u logore. Zakonom je omogućeno prisilno odvođenje ustaškim vlastima nepoćudnih osoba u koncentracijske logore. Nekoliko mjeseci ranije započeti su radovi na izgradnji središnjeg logora. U sastavu kompleksa logora Jasenovac 12. srpnja 1942. godine nalazila su se tri logora za djecu. To su bili logor Sisak, logor Jastrebarsko i logor Gornja Rijeka, izgrađen u napuštenom dvorcu, kao najmanji od tri logora. Zapovjednik sustava koncentracijskih logora, a time i logora Gornja Rijeka, bio je Vjekoslav Luburić.
Po savjetu njemačkih saveznika, kao i zbog javnog mnijenja, ustaško rukovodstvo je naložilo prebacivanje neke srpske i židovske djece koja su bila sa svojim roditeljima u Jasenovcu i osnovanje dječjeg doma. Kako bi se stekao privid humanosti, Hrvatskom crvenom križu i Ministarstvu za udružbu povjereno je osnivanje logora. U Gornju Rijeku su prva djeca stigla 24. lipnja 1942. godine. U sljedećih nekoliko dana više djece iz Jasenovca i Stare Gradiške prebačeno je u Gornju Rijeku. Logor je bio pod upravom Ustaške mladeži. Od samog osnutka u logoru je izbila epidemija tifusa, koja se nije mogla zaustaviti i na kraju je sredinom kolovoza logor zatvoren. Uz pomoć Crvenog križa 50 djece je prebačeno u bolnice u Zagrebu, dok je 150 prebačeno u karantenu u Jastrebarskom. U samom logoru je umrlo oko 140 djece. Prema riječima Diane Budisavljević, smatra se da je više od polovice od 400 djece smještene u logoru umrlo.

## Unutarnje poveznice
- Logor Lobor
- Dvorac Erdödy-Rubido u Gornjoj Rijeci

## Vanjske poveznice
- Logor za srpsku djecu u Gornjoj Rijeci – Jastrebarsko1942/Genocid (srpski). 9. studenoga 2017. Inačica izvorne stranice arhivirana 26. ožujka 2019. Pristupljeno 26. ožujka 2019.
- Stradanje djece. JU Spomen - područje Donja Gradina (srpski). Inačica izvorne stranice arhivirana 20. ožujka 2023. Pristupljeno 26. ožujka 2019.